# Valeska Sandoval
Valeska Sandoval es una estudiante universitaria nicaragüense.

## Biografía
Originaria de la Isla de Ometepe. Durante las protestas en Nicaragua de 2018, desde mayo, permaneció atrincherada en la Universidad Nacional Autónoma de Nicaragua (UNAN-Managua), cuando el recinto fue tomado por protestantes jóvenes. En junio fue capturada y torturada por grupos parapoliciales, quienes abusaron sexualmente de ella y de dos compañeros de la universidad, antes de dejarlos abandonadas y sin ropa a las afueras de Managua. El 14 de julio grupos paramilitares atacaron la universidad para desmantelar las trincheras. Durante el ataque Sandoval realizó una transmisión en vivo a través de Facebook que se volvió viral en la que se despidió de su mamá y ratificó su compromiso con las demandas de democratización al gobierno. Sandoval desapareció el 20 de julio, siendo amenazada y apresada en la cárcel de El Chipote, donde permaneció por seis días y fue tanto golpeada como torturada por policías. Relató que en su celda recibían solo un plato de comida, a pesar de encontrarse tres personas en la misma. Fue liberada el 25 de julio.
En julio de 2020 viajó a Estados Unidos para pedir asilo, pero fue deportada por el gobierno de Donald Trump. El 24 de abril de 2021, una persona vestida de civil la estuvo siguiendo en el centro comercial Metrocentro, Managua, mientras ella realizaba unas compras, y posteriormente, mientras esperaba un taxi, una oficial de policía la tomó de la mano y le dijo que estaba detenida sin darle justificaciones. Más tarde un grupo de antimotines llegó al lugar, la esposaron y se la llevaron en una patrulla junto con otros dos jóvenes que no conocía y de los que tampoco sabe qué les ocurrió después de haberlos visto en el vehículo. Sandoval fue torturada por funcionarios de la policía durante el fin de semana, siendo golpeada, pateada, simulando ahogarla y aplicándole tasers. Fue liberada nuevamente el 26 de abril.